# Esqui cross-country nos Jogos Olímpicos de Inverno de 1980
O esqui cross-country nos Jogos Olímpicos de Inverno de 1980 consistiu de quatro eventos para homens e três eventos para mulheres realizados entre 14 e 23 de fevereiro em Lake Placid, nos Estados Unidos.

## Medalhistas
Masculino
| Evento                       | Ouro                                                                                 | Prata                                                              | Bronze                                                                      |
| ---------------------------- | ------------------------------------------------------------------------------------ | ------------------------------------------------------------------ | --------------------------------------------------------------------------- |
| 15 km detalhes               | Thomas Wassberg SWE Suécia                                                           | Juha Mieto FIN Finlândia                                           | Ove Aunli NOR Noruega                                                       |
| 30 km detalhes               | Nikolay Zimyatov URS União Soviética                                                 | Vasily Rochev URS União Soviética                                  | Ivan Lebanov BUL Bulgária                                                   |
| 50 km detalhes               | Nikolay Zimyatov URS União Soviética                                                 | Juha Mieto FIN Finlândia                                           | Alexander Zavyalov URS União Soviética                                      |
| Revezamento 4x10 km detalhes | Vasily Rochev Nikolay Bazhukov Yevgeny Belyayev Nikolay Zimyatov URS União Soviética | Lars Erik Eriksen Per Knut Aaland Ove Aunli Oddvar Brå NOR Noruega | Harri Kirvesniemi Pertti Teurajärvi Matti Pitkänen Juha Mieto FIN Finlândia |

Feminino
| Evento                      | Ouro                                                                               | Prata                                                                           | Bronze                                                          |
| --------------------------- | ---------------------------------------------------------------------------------- | ------------------------------------------------------------------------------- | --------------------------------------------------------------- |
| 5 km detalhes               | Raisa Smetanina URS União Soviética                                                | Hilkka Riihivuori FIN Finlândia                                                 | Květa Jeriová TCH Checoslováquia                                |
| 10 km detalhes              | Barbara Petzold GDR Alemanha Oriental                                              | Hilkka Riihivuori FIN Finlândia                                                 | Helena Takalo FIN Finlândia                                     |
| Revezamento 4x5 km detalhes | Marlies Rostock Carola Anding Veronika Hesse Barbara Petzold GDR Alemanha Oriental | Nina Fyodorova Nina Rocheva Galina Kulakova Raisa Smetanina URS União Soviética | Britt Pettersen Anette Bøe Marit Myrmæl Berit Aunli NOR Noruega |

## Quadro de medalhas
| Ordem | País                  | Medalha de ouro | Medalha de prata | Medalha de bronze |    |
| ----- | --------------------- | --------------- | ---------------- | ----------------- | -- |
| 1     | URS União Soviética   | 4               | 2                | 1                 | 7  |
| 2     | GDR Alemanha Oriental | 2               |                  |                   | 2  |
| 3     | SWE Suécia            | 1               |                  |                   | 1  |
| 4     | FIN Finlândia         |                 | 4                | 2                 | 6  |
| 5     | NOR Noruega           |                 | 1                | 2                 | 3  |
| 6     | TCH Checoslováquia    |                 |                  | 1                 | 1  |
| 6     | BUL Bulgária          |                 |                  | 1                 | 1  |
| TOTAL | TOTAL                 | 7               | 7                | 7                 | 21 |